# باتريسيا براون
باتريسيا براون (بالإنجليزية: Patricia Brown)‏ هي مهندسة أمريكية، ولدت في 1 أكتوبر 1928 في لافاييت في الولايات المتحدة.